# Kopciuszek III: Co by było, gdyby...
Kopciuszek III: Co by było, gdyby... (ang. Cinderella III: A Twist in Time) – amerykański film animowany Franka Nissena, wydany 6 lutego 2007.

## Fabuła
W czasie, gdy Kopciuszek i królewicz obchodzą rocznicę swojego ślubu, dobra wróżka gubi swoją różdżkę. Magiczny przedmiot trafia w ręce Anastazji, która zamienia wróżkę w kamień i przekazuje ją macosze. Ona i jej córki postanawiają się zemścić na Kopciuszku. Cofają się w czasie o rok, do czasu, gdy królewski lokaj przyszedł do domu, szukając dziewczyny, na którą pasuje pantofelek. Czarami macocha sprawia, że pantofel pasuje na Anastazję. Kopciuszkowi po uwolnieniu przez myszki nikt nie wierzy. Pokazuje macosze drugi pantofelek, lecz macocha tłucze go i nakazuje usunąć jej stłuczone szkło. Mimo przeciwności losu, Kopciuszek postanawia iść do zamku do królewicza. Myszki szybko ją znajdują. Tam widząc, ze królewicz wie, iż to nie Anastazja, odchodzi. Macocha czaruje go, aby zapomniał o Kopciuszku i myślał, że tańczył z Anastazją. Kopciuszek odnajduje królewicza, jednak ten jej nie poznaje. Wkrótce Kopciuszek dowiaduje się od mysz, że macocha czarami zmusiła go, by zapomniał o niej. Postanawia ona odzyskać różdżkę, ale się nie udaje. Macocha rozkazuje strażnikom, aby zabrali ją na najbliższy statek, który miał ją wywieźć za granicę królestwa. Na szczęście myszki zostają w pałacu i mówią królewiczowi, że dziewczyną, z którą tańczył, była Kopciuszek. Królewicz postanawia ożenić się z Kopciuszkiem. Odnajduje ją na statku i przywozi ją z powrotem do pałacu. Macocha zaczarowuje Anastazję, aby wyglądała jak Kopciuszek, a prawdziwego Kopciuszka wraz z myszkami wysyła do karety z dyni. Kopciuszkowi z pomocą myszek ostatecznie udaje się zatrzymać karetę i dotrzeć na ślub. Okazuje się, że Anastazja powiedziała „nie chcę” i dlatego macocha i Gryzelda postanawiają zamienić ją w ropuchę. Kopciuszek temu protestuje, jednak ją także chcą w nią zamienić. Królewicz wystawił miecz, chroniąc Kopciuszka przed zamienieniem się w ropuchę. Macocha i jej córcia Gryzelda zamieniają się w ropuchy. Różdżka trafia do dobrej wróżki, a Kopciuszek i Królewicz ponownie biorą ślub.

## Dubbing
| Postać              | Aktor/osoba               | Aktor/osoba         |
| ------------------- | ------------------------- | ------------------- |
| Kopciuszek/Narrator | Jennifer Hale             | Katarzyna Tatarak   |
| Kopciuszek (śpiew)  | Tami Tappan               | Joanna Węgrzynowska |
| Anastazja           | Tress MacNeille           | Izabela Dąbrowska   |
| Anastazja (śpiew)   | Tress MacNeille           | Katarzyna Łaska     |
| Królewicz           | Christopher Daniel Barnes | Jacek Kopczyński    |
| Lucyfer             | Frank Welker              | –                   |
| Jacek               | –                         | Wojciech Paszkowski |